# GOLDEN☆BEST 浅田美代子
『GOLDEN☆BEST 浅田美代子』（ゴールデン☆ベスト あさだみよこ）は、浅田美代子のベスト・アルバム。2003年7月16日発売。発売元はソニー・ミュージックダイレクト。

## 解説
各レコード会社から発売されているゴールデン☆ベストシリーズの中の1枚。
1970年代にCBS・ソニーから発表された全シングルEPのA・B面曲を完全収録。
TBSテレビ系『さんまのからくりTV』で使用された「いっしょにねっ」（1994年）を収録。

## チャート成績
デビュー曲「赤い風船」は、オリコンチャートで1位となった。当時デビュー曲で1位を獲得した歌手はペドロ&カプリシャスの「別れの朝」以来であった。

## 収録曲
特記以外　作詞:安井かずみ／編曲:高田弘
1. 赤い風船
  - 作曲・編曲:筒美京平
  - TBSテレビ系列『時間ですよ』挿入歌
2. いつかどこかで
  - 作曲:山下毅雄 編曲:ボブ佐久間
3. ひとりっ子甘えっ子
  - 作詞:小谷夏 作曲・編曲:筒美京平
4. 風とふたりで
  - 作詞:小谷夏 作曲:筒美京平
5. わたしの宵待草
  - 作詞:小谷夏 作曲:都倉俊一
6. 恋のシンデレラ
  - 作詞:小谷夏 作曲:都倉俊一
7. 恋は真珠いろ
  - 作曲:都倉俊一
8. 足ながおじさん
  - 作曲:都倉俊一
9. しあわせの一番星
  - 作曲・編曲:筒美京平
10. 恋のまえぶれ
  - 作曲:筒美京平
11. 虹の架け橋
  - 作曲:都倉俊一
12. きょうは留守番
  - 作曲:大野克夫
13. じゃあまたね
  - 作曲:吉田拓郎 編曲:田辺信一
14. パリの絵ハガキ
  - 作詞:なかにし礼 作曲:吉田拓郎 編曲:田辺信一
15. 想い出のカフェテラス
  - 作詞:林春生 作曲:三木たかし 編曲:田辺信一
16. ひとりぼっちの誕生日
  - 作詞:林春生 作曲:三木たかし 編曲:田辺信一
17. 少女恋唄
  - 作詞:松本隆 作曲・編曲:三木たかし
18. 紅い花
  - 作詞:松本隆 作曲・編曲:三木たかし
19. この胸にこの髪に
  - 作詞:橋本淳 作曲:中村泰士 編曲:森岡賢一郎
20. ヒロシの想い出
  - 作詞:橋本淳 作曲:中村泰士 編曲:森岡賢一郎
21. いっしょにねっ
  - 作詞・作曲:日比野信午 編曲:長谷川智樹

## 関連人物
- 久世光彦
- 筒美京平
- 都倉俊一
- 安井かずみ
- 明石家さんま
- 吉田拓郎